# 아서 그리피스
아서 그리피스(Arthur Griffith, 아일랜드어: Art Ó Gríobhtha 아르트 오 그리와하, 1872년 3월 31일 - 1922년 8월 12일)는 아일랜드의 정치인, 혁명가다. 그는 신페인당의 창설자이자 초대 당수이다. 그는 1922년 1월부터 8월까지 아일랜드 의회의 의장을 역임했으며 1921년 영국-아일랜드 조약을 성사시키기 위해 영국으로 파견된 아일랜드 사절단의 대표였다.

## 같이 보기
- 신페인당
- 영국-아일랜드 조약
- 아일랜드 독립전쟁